# Rafael Ripoz
Rafael Ripoz, OP (1553–1620) foi um prelado católico romano que serviu como bispo de Perpignan-Elne (1618–1620).

## Biografia
Rafael Ripoz nasceu em Barcelona, em Espanha, no ano de 1553 e foi ordenado sacerdote na Ordem dos Pregadores. Foi nomeado Bispo de Perpignan-Elne a 12 de novembro de 1618, durante o papado de Paulo V. No dia 25 de novembro de 1618, foi consagrado bispo por Giovanni Garzia Mellini, cardeal-sacerdote de Santi Quattro Coronati, com Diego Alvarez (arcebispo), arcebispo de Trani, e Alessandro Guidiccioni, bispo de Lucca, servindo como co - consagradores. Serviu como Bispo de Perpignan-Elne até à sua morte a 17 de dezembro de 1620.